# Весняна путівка
«Весняна путівка» — радянський художній фільм режисера Варіса Брасли, знятий за сценарієм Федора Кнорре на Ризькій кіностудії у 1978 році.

## Сюжет
Пара тижнів, проведених в приморському будинку відпочинку, змінили життя Ліни. Після знайомства з компанією молодих «дикунів», вона закохалася в Артура, товариша чоловіка сусідки Ліни по кімнаті. Романтичні прогулянки по вечірньому пляжу і відвідування невеликих кафе були для Артура швидше епізодом, інтрижками, які нічого не значили. Вони розлучилися, і розчарована дівчина дала собі слово більше ніколи з ним не зустрічатися. Але доля розпорядилася так, що їм судилося ще раз знайти один одного. Спочатку Артур був змушений знайти її міську квартиру, щоб забрати забутий паспорт, а пізніше, від свого товариша, він дізнався, що Ліна серйозно захворіла і лежить в лікарні. Дівчина відмовила йому в побаченні, але Артур домігся недовгої розмови і після цього приходить в лікарню вже кожен день, розуміючи, що любить її і ніколи не зможе забути.

## У ролях
- Галина Бєлозьорова —  Ліна
- Андріс Берзіньш —  Артур
- Інеса Сауліте —  Ніна
- Валентина Тализіна —  Тоня
- Валентина Березуцька —  Сафарова
- Ілгоніс Швікас —  Юлій
- Рудольф Плепіс —  Пауль
- Імантс Скрастіньш —  Прягін
- Аустріс Упелніек —  Антон
- Всеволод Сафонов —  дідусь Ліни
- Олексій Ванін —  залицяльник Тоні

## Знімальна група
- Автор сценарію:  Федір Кнорре
- Режисер-постановник: Варіс Брасла
- Оператор-постановник: Угіс Егле
- Композитор: Імантс Калниньш
- Художник-постановник: Інара Антона
- Художній керівник:  Юлій Карасик
- Звукооператор: Анна Патрікеєва